# Ислам в Гонконге

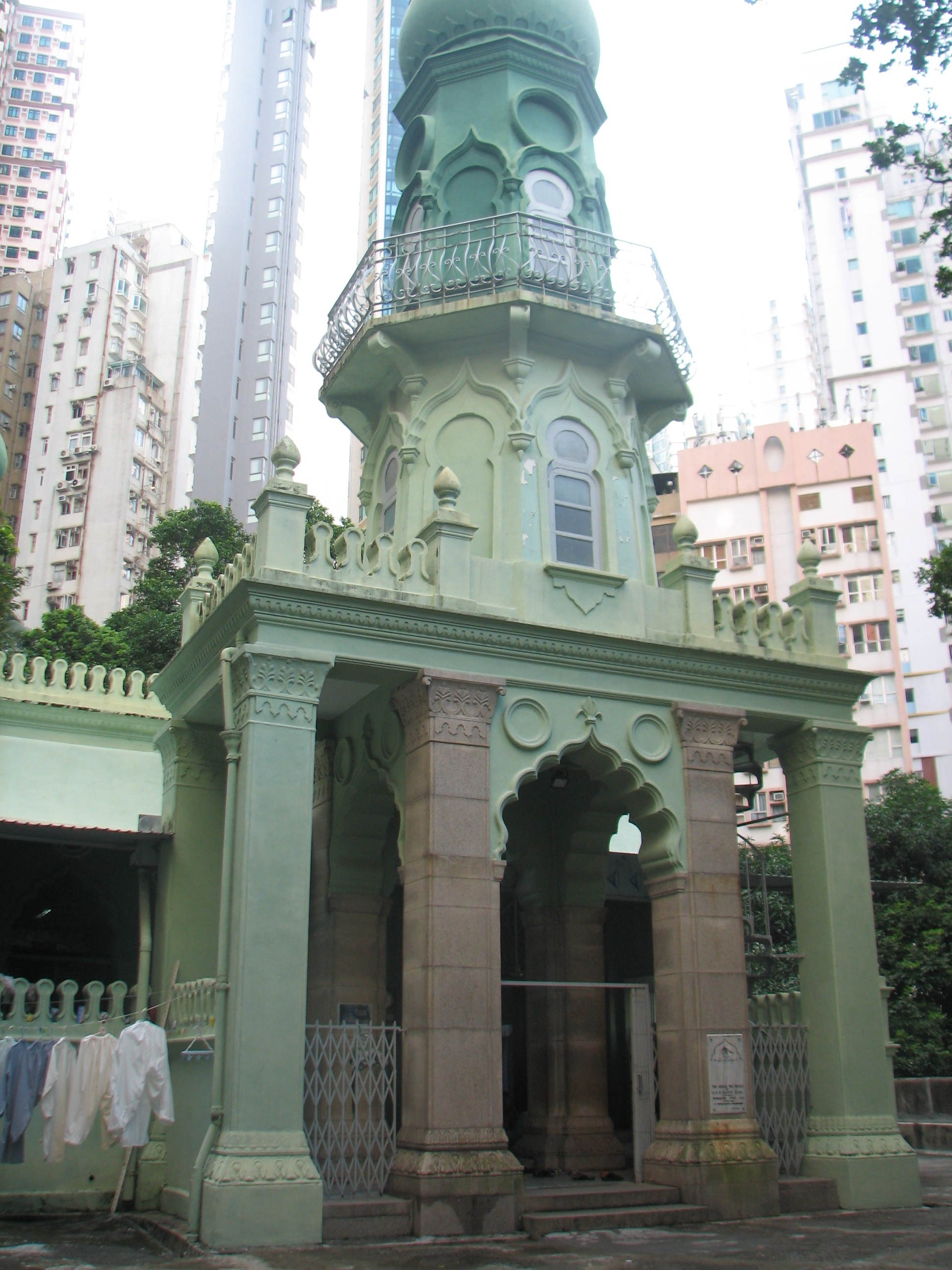
Мечеть Джамия, первая в Гонконге

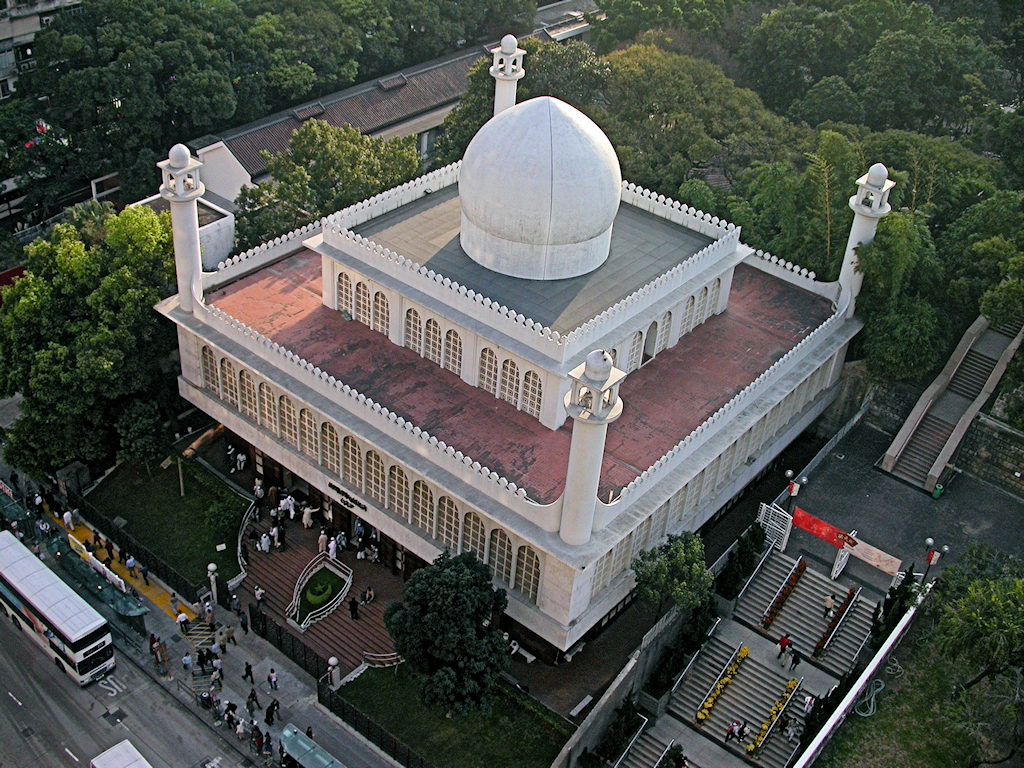
Мечеть Коулуна, самая большая в Гонконге

Согласно переписи 2016 года, ислам исповедуют 4,1 % населения Гонконга, или около 300 000 мусульман. Из этого числа 50 000 — китайцы, 150 000 — индонезийцы и 30 000 — пакистанцы, остальные — из других частей мира. Подавляющее большинство мусульман в Гонконге — сунниты.
Около 12 000 мусульманских семей в Гонконге смешанного китайского и южноазиатского происхождения, происходящие от первых мусульманских иммигрантов из Южной Азии. Мусульмане хуэй из материкового Китая также сыграли роль в развитии ислама в Гонконге, например, Касим Туэт из Гуанчжоу, один из пионеров мусульманского образования в городе, в честь которого назван исламский Мемориальный колледж Касима Туэта.
В XXI веке наибольшее количество мусульман на территории составляют индонезийцы. На их долю приходится более 120 000 мусульманского населения Гонконга.

## История
Первые мусульманские поселенцы в Гонконге были выходцами из Индии, некоторые из них были солдатами. С середины XIX века всё больше солдат и бизнесменов прибывали в Гонконг из Южной Азии и материкового Китая. По мере того как их число увеличивалось, британское правительство Гонконга выделяло им землю для строительства своих общин и объектов, таких как мечети и кладбища. Британское правительство уважало права этих мусульманских общин, оказывая им помощь.
Китайские мусульмане впервые прибыли в Гонконг в конце XIX и начале XX века из южных прибрежных районов Китая. Они основали свою общину вокруг района Ваньчай. По состоянию на 2004 год китайские мусульмане составляют более 50 % постоянного мусульманского населения Гонконга, и они играют важную роль в исламских организациях Гонконга, которые исторически рассматривались отдельно от китайских мусульман с точки зрения организации хаджа.

## Условия

### Еда

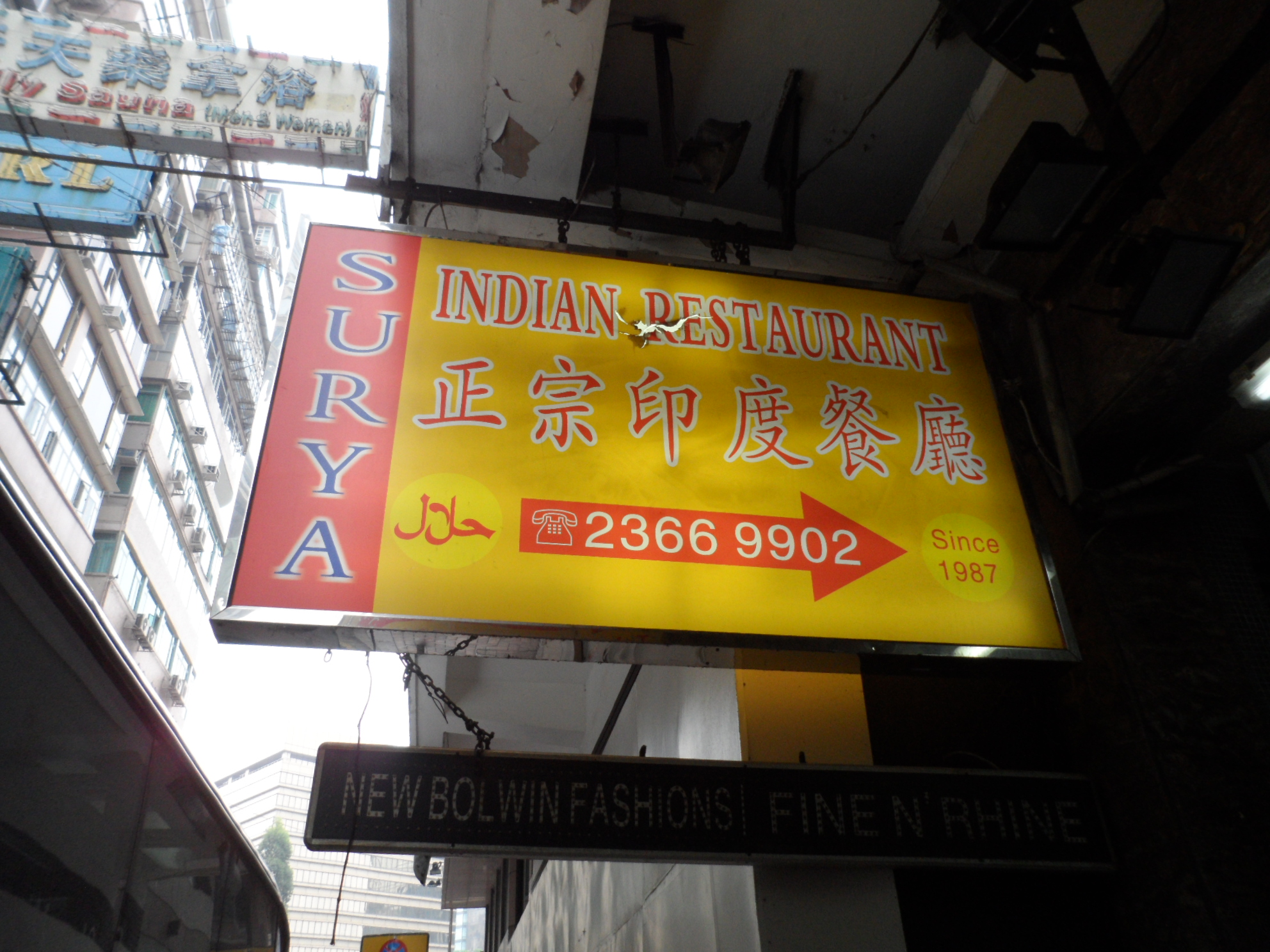
Халяльный ресторан в Гонконге

За последние несколько лет увеличилось количество халяльных ресторанов. В 2010 году было всего 14 халяльных ресторанов, но уже через год их число увеличилось в три раза. По состоянию на май 2018 в регионе насчитывается 70 халяль-сертифицированных ресторанов.

### Финансы
У HSBC есть план по внедрению исламской финансовой системы в Гонконге, хотя он ещё не реализован. В 2007 году Торгово-промышленная палата арабских государств в Гонконге учредила Исламский индекс Гонконга для поддержки стремления Гонконга превратиться в исламский финансовый центр. Hang Seng Bank выпустил розничный исламский фонд в ноябре 2007 года.

### Образование

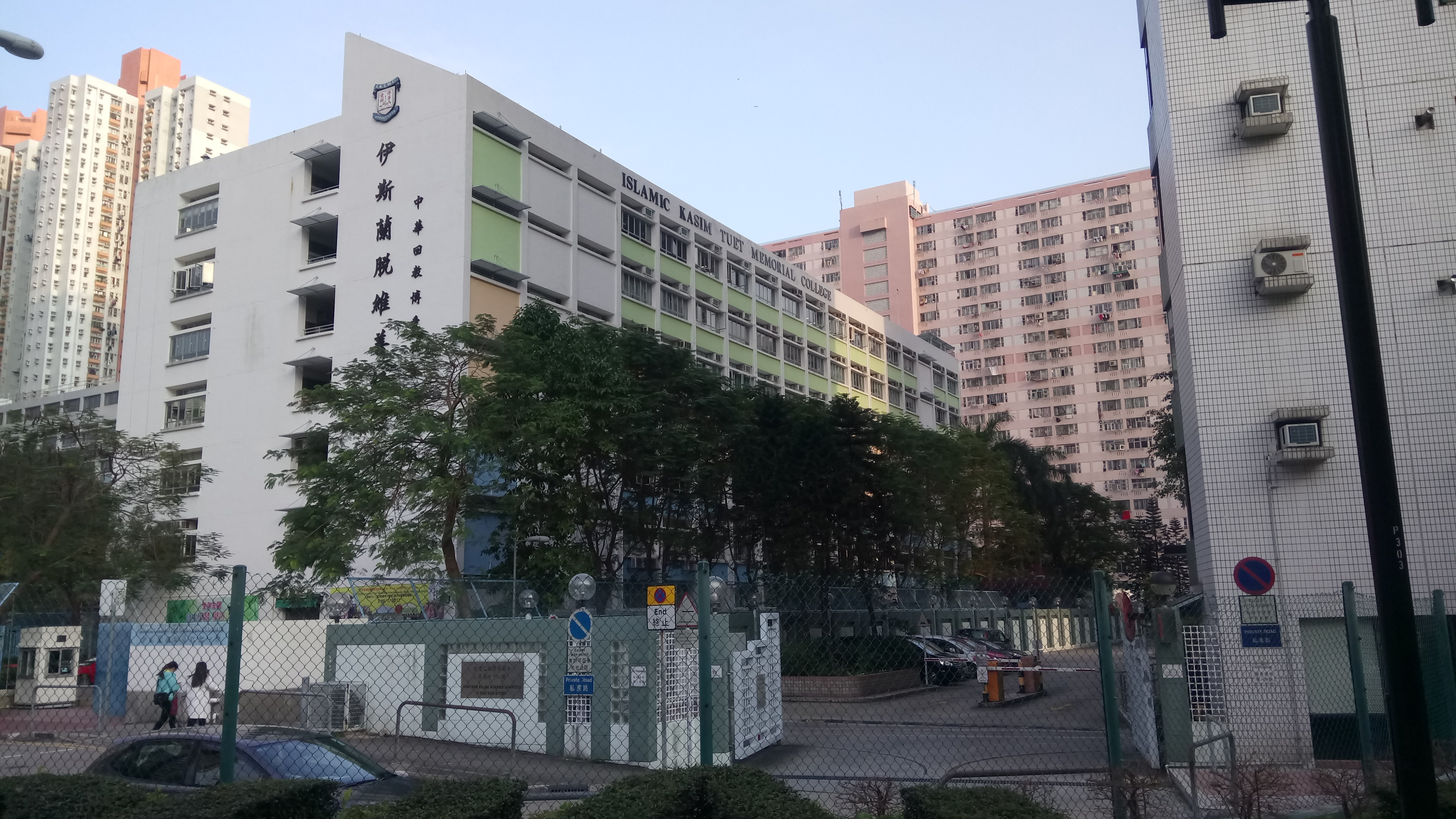
Исламский мемориальный колледж Касима Туета

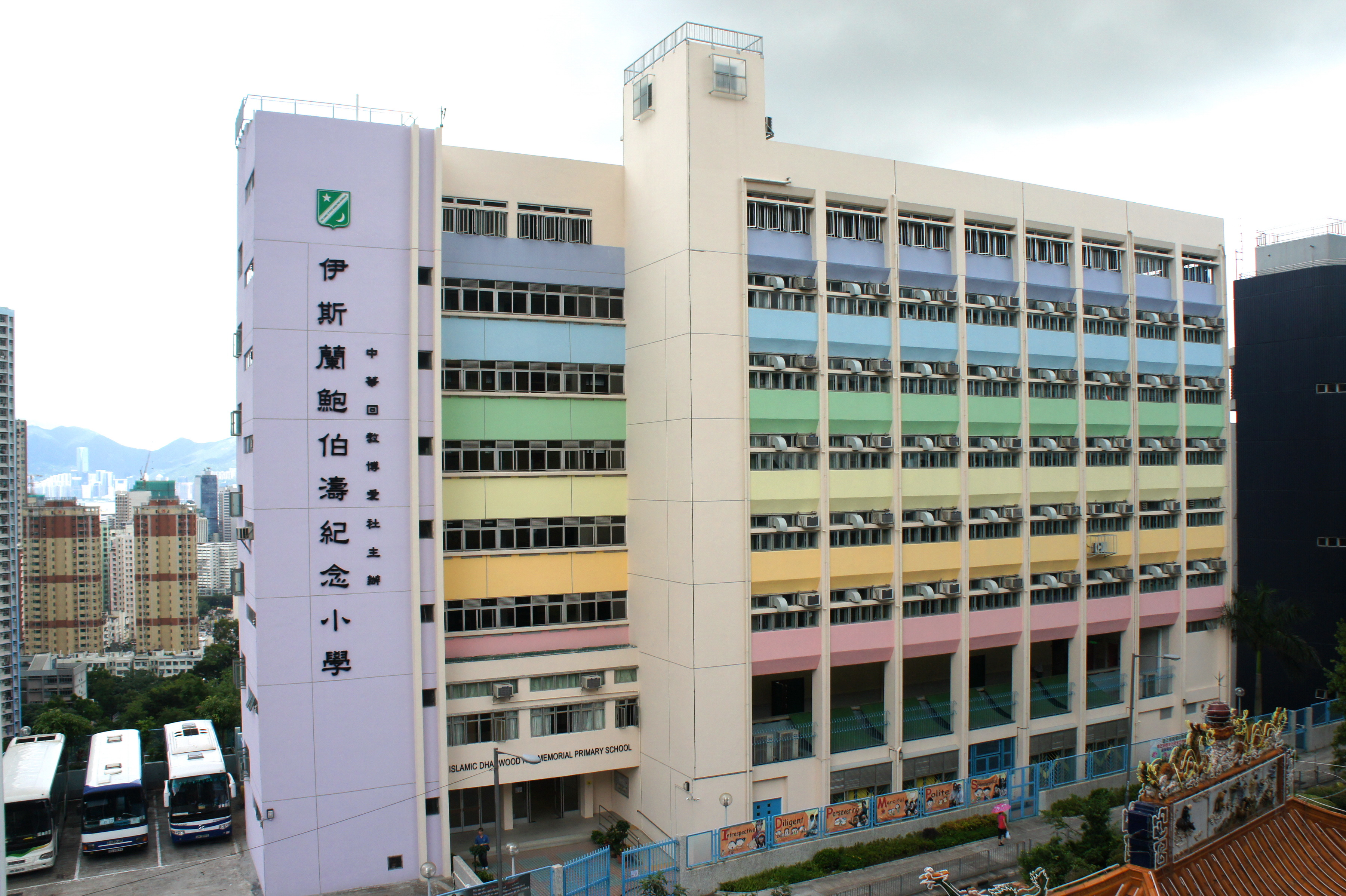
Исламская начальная школа Мемориала Дхарвуда Пау

До января 2010 года в Гонконге было 5 исламских школ. Их развитие было очень быстрым. По всему региону также есть различные медресе.

### Паломничество
С 1990-х годов всё больше мусульман едут в Мекку прямо из Гонконга, и на территории есть собственная небольшая квота с визами для хаджа, выдаваемыми посольством Саудовской Аравии. Мусульманам КНР не разрешается приезжать в Гонконг для организации хаджа, но иностранные граждане-мусульмане, проживающие в Китае, должны организовать поездку либо из своей страны, либо через Гонконг.

### Трудности
Из-за ограниченного времени обеденного перерыва в пятницу для рабочего класса в Гонконге пятничные молитвы часто проводятся в относительно короткие сроки. Мусульмане также могут столкнуться с трудностями при поиске подходящего места для молитвы на работе или в школе. Некоторые снимают квартиры и превращают их в молитвенные комнаты для обслуживания мусульман, живущих в этом районе.

## Мечети

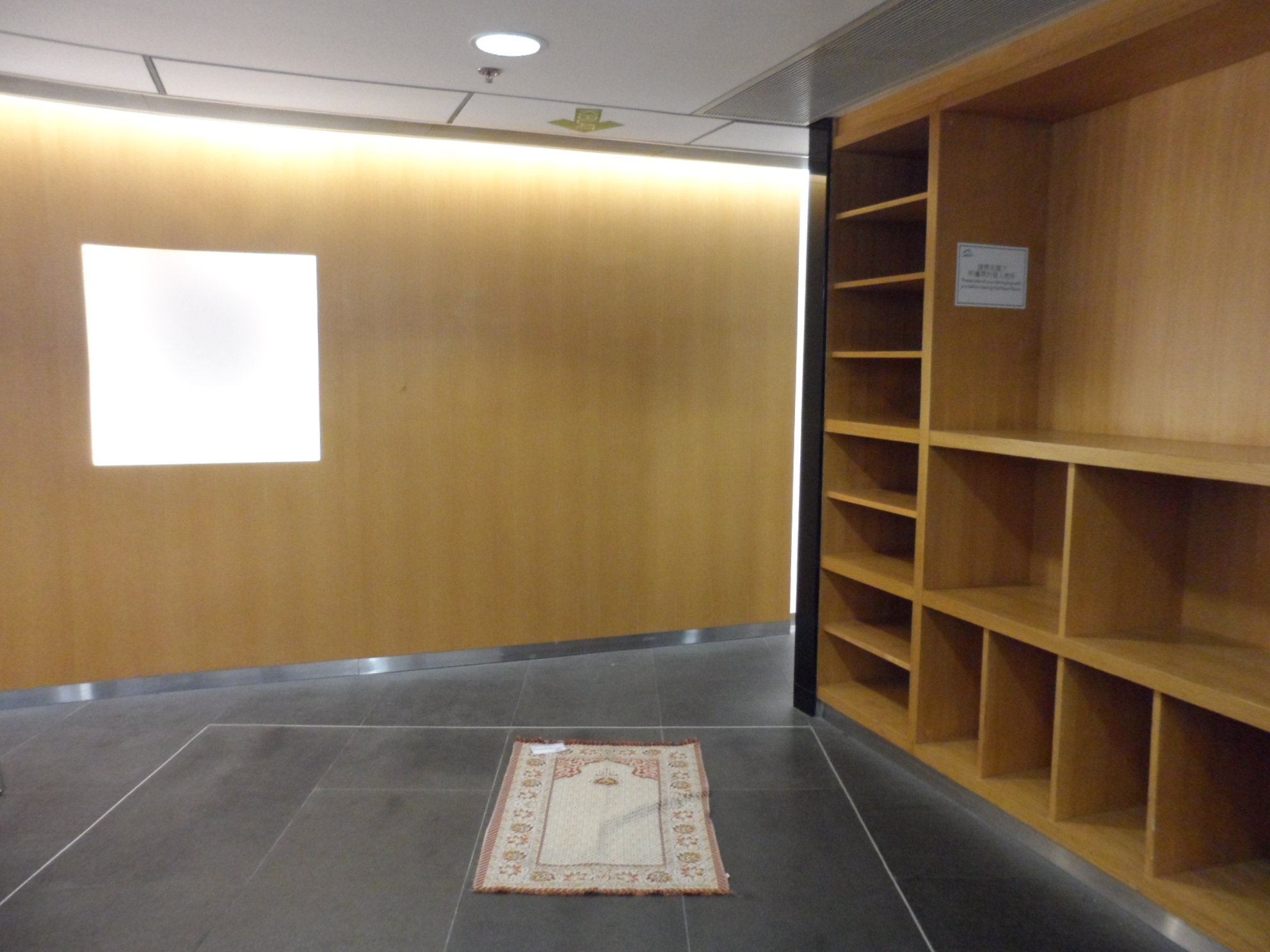
Мусульманская секция многоконфессиональной молитвенной комнаты в международном аэропорту Гонконга

В настоящее время в Гонконге есть шесть основных мечетей, которые ежедневно используются для молитв. Седьмая, Шеунг Шуй, в настоящее время находится на стадии строительства.

## Кладбища

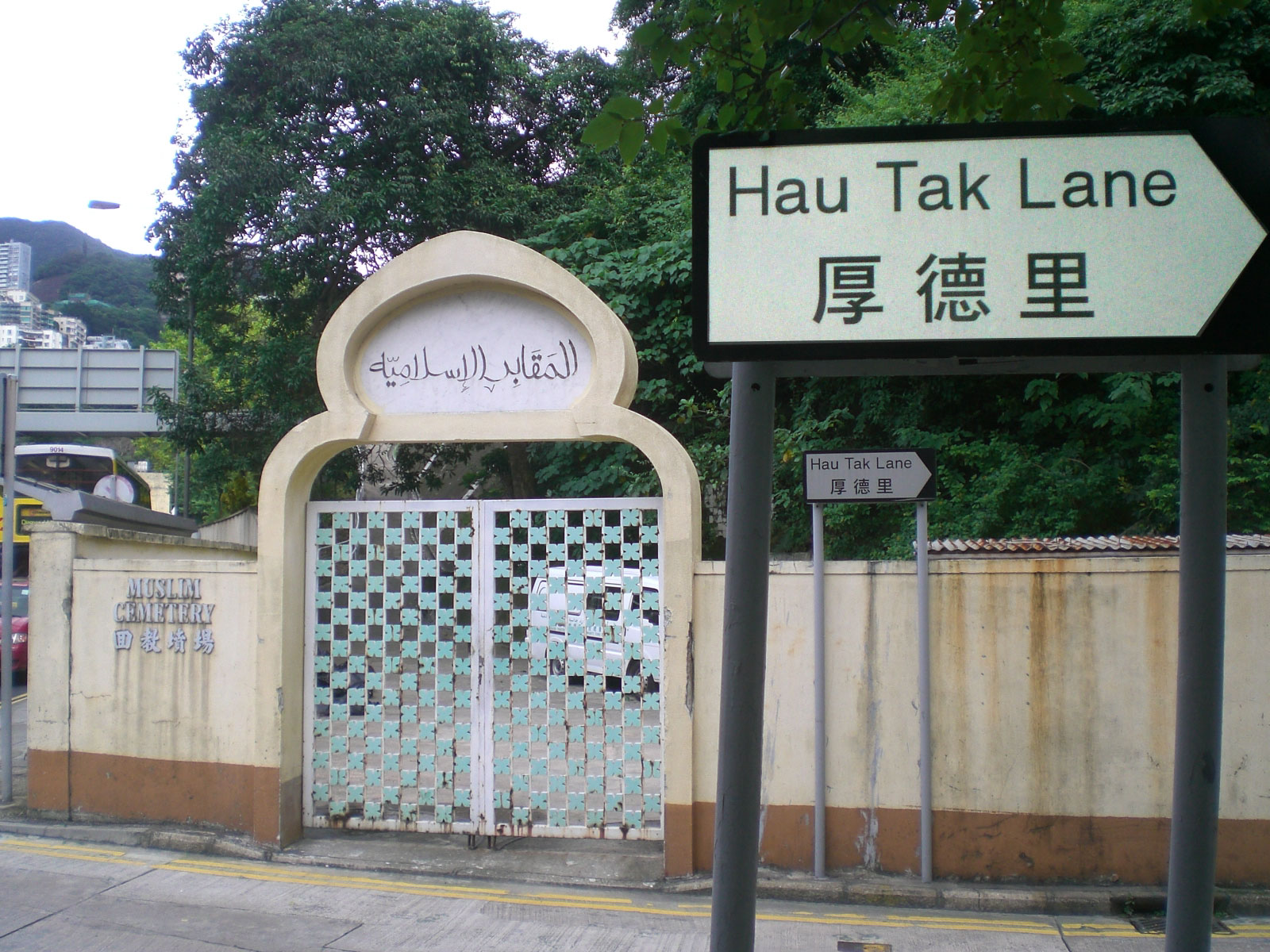
Хэппи-Вэлли

В Гонконге есть два мусульманских кладбища, которыми управляют Объединенные попечители Фонда исламского сообщества Гонконга.

### Чхайвань
Мусульманское кладбище Чхайвань расположено на мысе Коллинсон, Чхайвань. Кладбище было основано в 1963 году. Расходы на содержание кладбища несут попечители за счёт платы за погребение.

### Хэппи-Вэлли
Мусульманское кладбище Хэппи-Вэлли расположено в одноимённом районе. Согласно официальным данным Департамента пищевой и экологической гигиены, первое захоронение на кладбище было совершено в 1828 году.